# Museo del perfume de Colonia

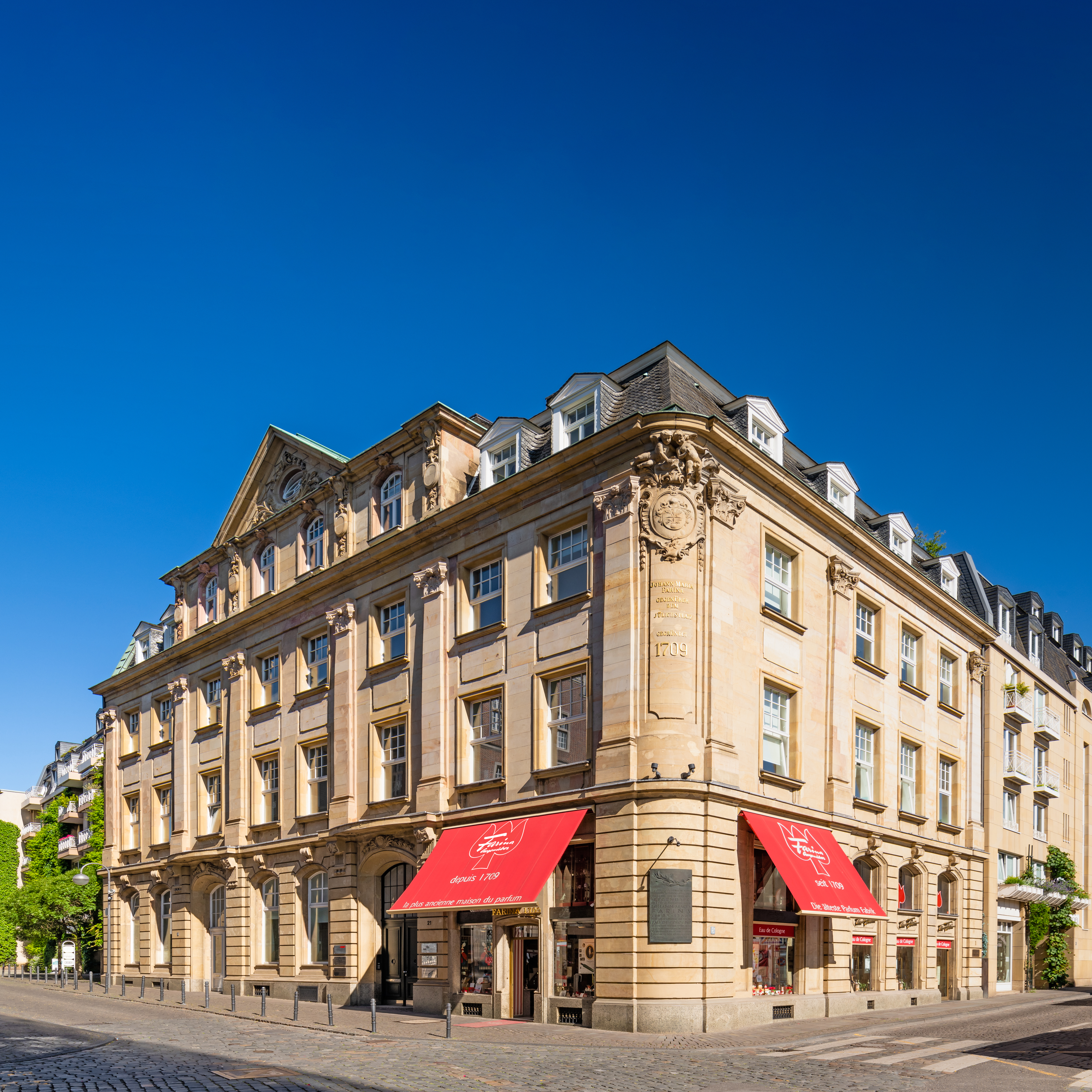
Vista del exterior del edificio

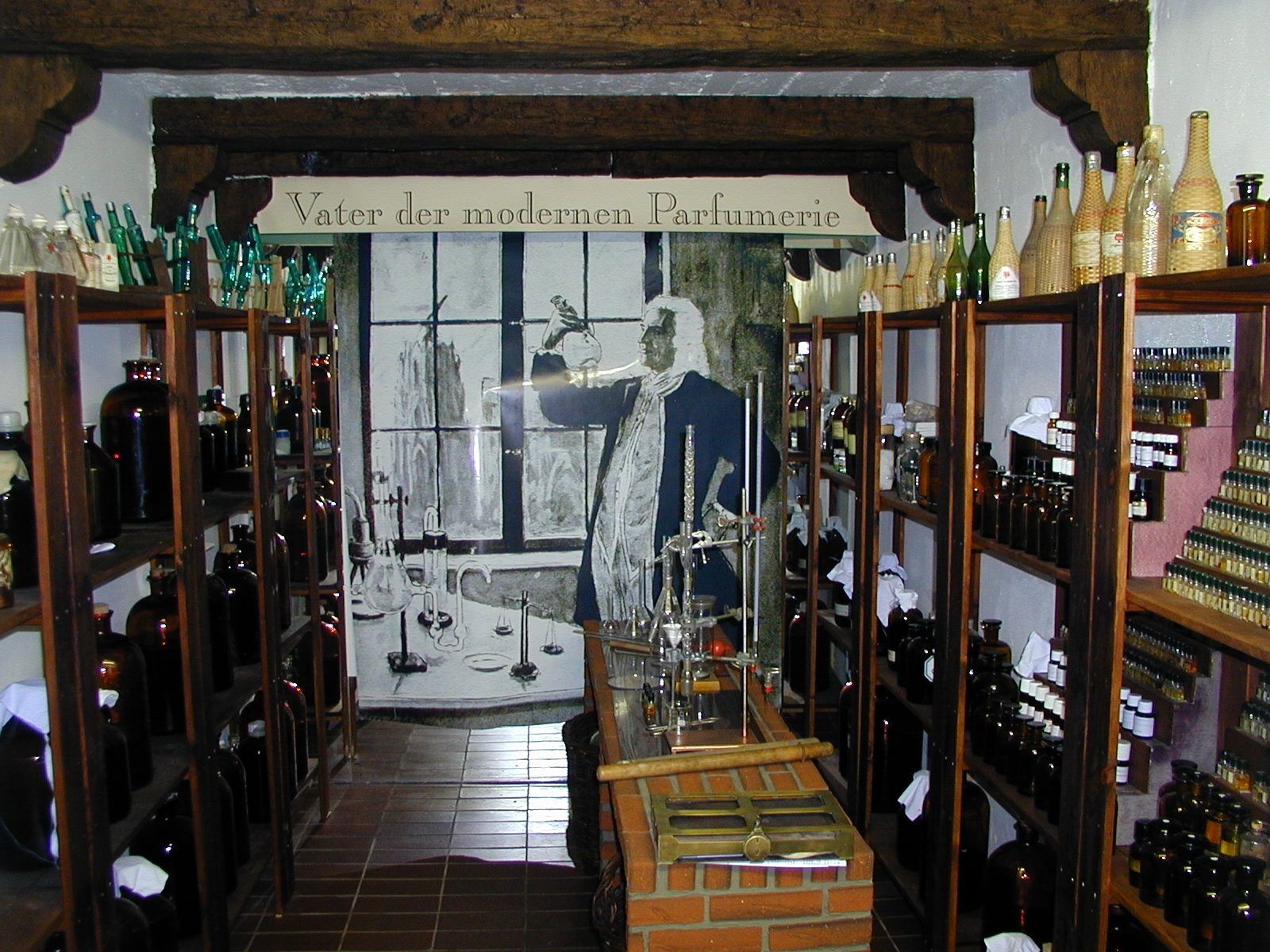
En el sótano del Museo del Perfume.

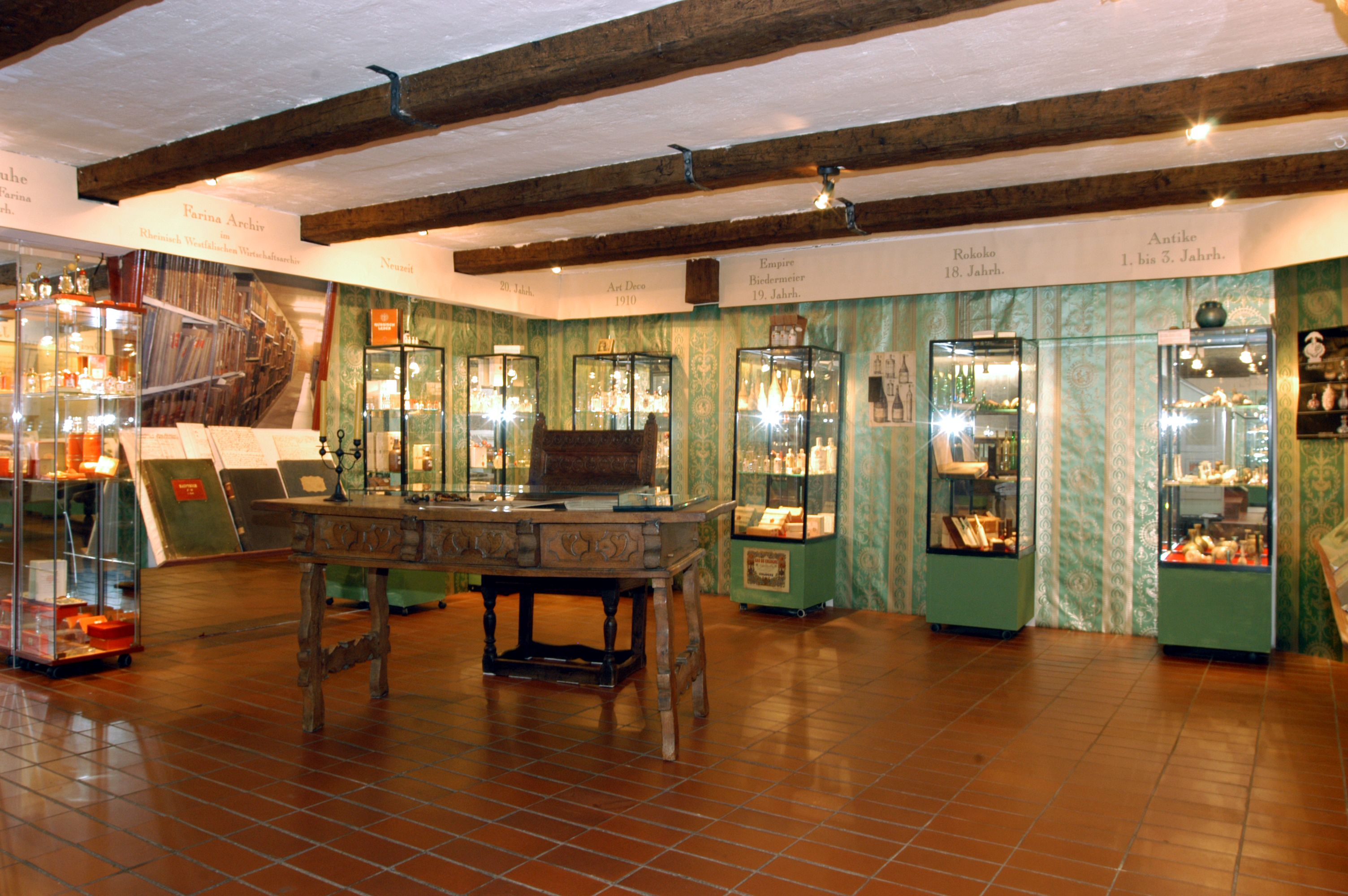
Vitrinas y escritorio del año 1723 en el Museo del Perfume.

El Museo del Perfume en la Casa Farina (en alemán: Duftmuseum im Farina-Haus) es un museo de Alemania que se encuentra en la Casa Farina, frente al ayuntamiento de Colonia y al lado del Museo Wallraf-Richartz, precisamente donde antiguamente se fabricaba el Agua de Colonia (Eau de Cologne). En este edificio de la calle Obenmarspforten tiene su sede desde 1723 la fábrica de perfume „Johann Maria gegenüber dem Jülichs-Platz“ creada en 1709 y que hoy en día es la fábrica de perfume más antigua del mundo en servicio.
En los diferentes pisos del museo se muestran los métodos de producción del Eau de Cologne desde sus comienzos y algunos de los utensilios utilizados por Farina para intensificar la fabricación de perfume, como los aparatos para la destilación. En el museo se pueden ver también fotos y documentos acerca de la fabricación del perfume a lo largo de la historia, y también las falsificaciones y plagios que se realizaron para intentar emular el éxito del Eau de Cologne, antes de que existiese un derecho de marcas. Se encuentran además expuestos los diferentes envases en los que a lo largo de los años se ha realizado la venta del Agua de Colonia.
El 25 de noviembre de 2006, cuando se cumplía el 240º aniversario de la muerte de Johann Maria Farina, la Casa Farina fue distinguida como „Ausgewählter Ort“ (Lugar seleccionado) en el proyecto del Presidente de la República Federal "Deutschland - Land der Ideen" (Alemania – País de las ideas).